# Mullach nan Coirean
Mullach nan Coirean är ett berg i Storbritannien.   Det ligger i kommunen Highland och riksdelen Skottland, i den nordvästra delen av landet, 700 km nordväst om huvudstaden London. Toppen på Mullach nan Coirean är 939 meter över havet, eller 297 meter över den omgivande terrängen. Bredden vid basen är 3,3 km.
Terrängen runt Mullach nan Coirean är huvudsakligen kuperad, men åt nordost är den bergig.Runt Mullach nan Coirean är det mycket glesbefolkat, med 4 invånare per kvadratkilometer. Närmaste större samhälle är Fort William, 7,8 km norr om Mullach nan Coirean. I omgivningarna runt Mullach nan Coirean växer i huvudsak blandskog.